# Cormoran de Campbell
Leucocarbo campbelli
Espèce
Synonymes
- Phalacrocorax campbelli
- Nesocarbo campbelli

Statut de conservation UICN

 VU D2 : Vulnérable
Le Cormoran de Campbell (Leucocarbo campbelli) est une espèce d'oiseau de la famille des phalacrocoracidés endémique de Nouvelle-Zélande.

## Distribution
Le Cormoran de Campbell niche exclusivement sur les Îles Campbell situées à environ 650 km au sud de l'Île du Sud de la Nouvelle-Zélande.

## Publication originale
- Filhol, 1878 : Bulletin de la Société Philomathique de Paris, ser. 7, vol. 2, p. 133.